# Biennale internationale de sculpture de Ouagadougou
La Biennale internationale de sculpture de Ouagadougou, ou BISO, est une initiative mise en place en 2019 par le photographe burkinabé Léon Nyaba Ouedraogo, ainsi que le responsable des ventes d’art contemporain de la maison Piasa, Christophe Person. Sont exposées des sculptures contemporaines d'artistes de tout le continent africain, dont certaines sont récompensées par des prix. 

## En 2019
La première biennale, en 2019, coïncide avec la biennale d'art contemporain de Rabat. Elle est ouverte par Abdoul Karim Sango, ancien ministre de la Culture, et a lieu à l'Institut Français de Ouagadougou. Siriki Ky, sculpteur burkinabè, est le président d'honneur de la première édition. Les deux fondateurs ont décidé d'organiser un événement lié à la sculpture, à l'instar d'autres évènements en Afrique célébrant d'autres arts comme la photographie. BISO permet politiquement de montrer les créations artistiques au monde entier selon les fondateurs. En lingala, Bisso signifie "entre nous", ce qui se rapproche phonétiquement de BISO, l'acronyme qui désigne la biennale. 
Dix-sept artistes sont sélectionnés. Parmi leurs œuvres figurent une sculpture d'enfant couverte de perles bleues, qui protège une plante. Certains sculpteurs interrogent la sculpture traditionnelle en Afrique, souvent exposée et détournée de sa fonction première (ex. masques)... Un artiste béninois travaille sur le lien entre sculpture européenne et sculpture africaine . Il s'agit aussi, pour les créateurs, de davantage visibiliser la sculpture contemporaine, l'art tribal étant souvent le seul type d'art qu'évoque le terme "sculpture africaine". Le thème, «oser inventer l'avenir », est choisi pour montrer que les artistes sont nécessaires dans les mutations sociales.

## En 2021
L'édition de 2021, toujours à l'Institut Français, rassemble dix-huit artistes de dix pays, dont les sculptures sont constituées de différentes matières : Bronze, céramiques, textiles, perles, écrans cathodiques, plantes vertes, ainsi que bois, plastique et métal. Le premier prix revient à un Mauritanien qui expose une Chimère en fils de fer et en plaque de métal. Est aussi proposée une sculpture de livre en bois et en nattes. Les artistes avaient créé leurs œuvres dans des résidences où ils séjournaient ensemble, pouvant ainsi se rencontrer.

## En 2023
Une édition se déroule du 4 octobre au 8 novembre 2023, avec pour thème «le feu des origines»,, thème inspiré par le deuxième roman du Congolais Emmanuel Dongala. Cette édition de la biennale réunit dix-neuf artistes, issus de douze pays (Tunisie, Sénégal, Côte d’Ivoire, Burkina Faso, Mali, Togo, Bénin, Nigeria, Kenya, RDC, Cameroun, Martinique). Cette édition a lieu dans l’amphithéâtre du Festival panafricain du cinéma et de la télévision de Ouagadougou (Fespaco).Les deux premières éditions s'était produite à l’Institut français, en réfection après les débâts du 1er octobre 2022 par des manifestants favorables au putsch mené, la veille, par Ibrahim Traoré.